# Danny Bach
Danny Bach (* 31. Januar 1973) ist ein ehemaliger deutscher Fußballspieler, der als Innenverteidiger aktiv war.

## Karriere
Danny Bach begann seine Fußballkarriere beim FC Carl Zeiss Jena, für den er von 1994 bis 1996 in der 2. Fußball-Bundesliga aktiv war und mit dem er 1994/95 den Thüringer Landespokal gewann. Von 1996 bis 1998 spielte Bach beim VFC Plauen in der Regionalliga Nordost. Im Jahr 1998 wechselte er FC Rot-Weiß Erfurt, für den er ebenfalls in der Regionalliga aktiv war. Mit den Erfurtern gewann Bach zwischen 2000 und 2003 viermal in Folge den Thüringer Landespokal.
In der Saison 2003/04 stand Bach beim FC Sachsen Leipzig in der Regionalliga Nord unter Vertrag. Seine letzte Station als Spieler war der 1. FC Gera 03 in der Thüringenliga, wo er seine Karriere am Ende der Saison 2005/06 beendete.

## Erfolge
FC Carl Zeiss Jena
- Thüringer Landespokalsieger: 1994/95

FC Rot-Weiß Erfurt
- Thüringer Landespokalsieger: 1999/2000, 2000/01, 2001/02, 2002/03